# 浙江兴业银行杭州分行大楼
浙江兴业银行杭州分行大楼是浙江兴业银行在其发源地杭州修建的分行大楼，位於杭州上城区中山中路261号（羊坝头），建于1923年，西洋古典主义风格三层楼房，装饰精美。设计师为沈理源 。
现为中国工商银行浙江省杭州分行羊坝头支行。1997年8月29日，被列为浙江省文物保护单位 。2013年3月，被中華人民共和國國務院公佈為全國重點文物保護單位。